# Neue Weiher
Neue Weiher ist eine Einöde mit einem Einwohner und gehört als Ortsteil zur oberfränkischen Stadt Burgkunstadt. Namensgebend für die Ansiedlung sind sechs Fischweiher unterschiedlicher Größe. 

## Geographische Lage
Neue Weiher befindet sich auf 310 m ü. NHN, in einem Kerbtal, gebildet durch den Wildenrother Mühlbach, am Westrand des Gärtenroth-Veitlahmer Hügellandes. Die anstehenden Hanglagen bestehen aus Burgsandstein, Feuerletten sowie sandig-tonigen Überdeckungen dieser beiden Gesteinsschichten. Die nächsten Ortschaften sind Wildenroth, Gärtenroth, Mainroth, Mainklein und Hainzendorf. Der Ortskern von Burgkunstadt befindet sich rund 5,5 km südwestlich.

## Geschichte
Entstanden ist die Ansiedlung erst Mitte des 19. Jahrhunderts. 
Am 1. Januar 1977 wurde Neue Weiher im Zuge der Gemeindegebietsreform in Bayern als Teil der Altgemeinde Gärtenroth zusammen mit deren weiteren Ortsteilen Flurholz, Lopphof, Wildenroth und Eben in die Stadt Burgkunstadt eingegliedert.

### Einwohnerentwicklung
Die Tabelle gibt die Einwohnerentwicklung von Neue Weiher im 21. Jahrhundert wieder. 
| Jahr | Einwohner | Quelle |
| ---- | --------- | ------ |
| 2001 | 3         | [ 4 ]  |
| 2002 | 3         | [ 4 ]  |
| 2003 | 3         | [ 4 ]  |
| 2004 | 3         | [ 4 ]  |
| 2005 | 3         | [ 4 ]  |
| 2006 | 3         | [ 4 ]  |
| 2007 | 3         | [ 5 ]  |
| 2008 | 3         | [ 5 ]  |
| 2009 | 3         | [ 5 ]  |
| 2010 | 3         | [ 5 ]  |
| 2011 | 1         | [ 6 ]  |
| 2012 | 1         | [ 6 ]  |
| 2013 | 1         | [ 6 ]  |